# Вилль, Жорж
Жорж Вилль (в ряде источников описывается как Виль; фр. Georges Ville; 23 марта 1824, Пон-Сент-Эспри — 22 февраля 1897, Париж) — французский агроном

, агрохимик и педагог; профессор физиологии растений в Парижском национальном музее естественной истории.
Главнейшие ученые труды его печатались в различных специальных журналах; наиболее замечательные из них относятся к вопросам: о сидерации, об источниках азота, ассимилируемого хлорофилльными растениями (спор  с Буссенго), об анализе почвы растениями (переведена на русский язык 1890 г. П. Бильдерлингом) и друг.

## Биография
Жорж Вилль родился 23 марта 1824 года во французском городке Пон-Сент-Эспри. В 1842 году, когда Виллю едва исполнилось 18 лет, он занял первое место в конкурсе на стажировку в аптеке. Затем он работал в лабораториях Анри Виктора Реньо в Политехнической школе Парижа и Жана Батиста Буссенго в Национальной консерватории искусств и ремёсел.
Ж. Вилль известен своими исследованиями, связанными с поглощением азота растениями. В 1849—1852 годах он провел эксперименты по поглощению азота из воздуха растениями, которые подтвердили теории XVIII века, поддержанные Джозефом Пристли и Яном Ингенхаузом, утверждающие, что растения способны поглощать свободный азот, утверждение, против которого в 1804 году выступил Никола Теодор де Соссюр и подкрепленные опытами Жана Сенебье. Тема вызвала такой интерес в научном сообществе, что Французская академия наук сформировала комитет для изучения работы Вилле, который подтвердил подлинность его экспериментов.
Вилль провел обширные исследования химических удобрений, в основном на своей «экспериментальной ферме», основанной в 1860 году в Венсене.
Жорж Вилль умер 22 февраля 1897 года в городе Париже.
Его заслуги перед отечеством были отмечены орденом Почётного легиона.
Именем учёного названа одна из улиц Ниццы.

## Связи с семьей Бонапарта
Жан Булен и Жан Адриан утверждают, что Вилле был бы сыном Луи Бонапарта и мадам Виль, фрейлины Гортензии де Богарне , что делает его сводным братом Луи-Наполеона Бонапарта. Жан-Поль Легро полагает, что эта близость к Наполеону III объясняет закрытие многочисленных сельскохозяйственных школ во времена Второй империи, причем Жорж Виль весьма критично относился к образованию, получаемому в этих школах.